# تحليل التكلفة والفائدة
تحليل التكلفة والفائدة (CBA)، يُطلق عليها في بعض الأحيان تحليل الفائدة والتكلفة (BCA)، عبارة عن عملية منهجية يمكن من خلالها حساب فوائد وتكاليف مشروع أو قرار أو سياسة حكومية ("المشروع") ما والمقارنة بينها. وهناك غرضان لتحليل التكلفة والفائدة:
1. تحديد ما إذا كان الاستثمار/القرار الذي تم اتخاذه سليمًا (التبرير/الجدوى)،
2. توفير أساس يمكن الاعتماد عليه في المقارنة بين المشروعات. وتُبنى هذه العملية على أساس المقارنة بين التكلفة الإجمالية المتوقعة لكل خيار في مقابل الفوائد الإجمالية المتوقعة، لمعرفة ما إذا كانت الفوائد تفوق التكاليف، وبأي كمية.

ويرتبط مفهوم تحليل التكلفة والفائدة بمفهوم تحليل فعالية التكاليف، ولكنه يختلف عنه في نفس الوقت. في مصطلح تحليل التكلفة والفائدة، يتم التعبير عن الفوائد والتكاليف بمصطلحات نقدية، ويتم ضبطها على القيمة الوقتية للنقود، وبالتالي يتم التعبير عن كافة تدفقات الفوائد وكذا تدفقات تكاليف المشروع بمرور الوقت (والتي تتجه إلى الحدوث عند نقاط مختلفة في وقتها المناسب)على أساس مشترك من حيث "صافي القيمة الحالية الخاصة بها."
من التقنيات الأساسية التي ترتبط ارتباطًا وثيقًا بهذا المفهوم، ولكن تختلف بعض الشيء عنه، تحليل فعالية التكاليف وتحليل فوائد التكلفة وتحليل التأثير الاقتصادي وتحليل التأثير المالي وتحليل العائد الاجتماعي على الاستثمار (SROI).

## النظرية

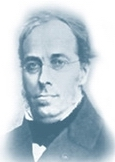
يرجع الفضل إلى الاقتصادي الفرنسي جوليس دوبيوت، في ابتكار مفهوم تحليل التكلفة والفائدة.

غالبًا ما تستخدم الحكومات والمؤسسات الأخرى، مثل شركات القطاع الخاص، نظام تحليل التكلفة والفائدة لتقييم درجة استحسان تبني سياسة معينة. فهو عبارة عن تحليل لقياس التوازن المتوقع بين الأرباح والتكاليف، بما في ذلك حساب البدائل المرتجعة ودراسة الوضع القائم. كذلك، يساعد تحليل التكلفة والفائدة في التنبؤ بما إذا كانت الفوائد الناتجة عن تبني سياسة ما تفوق تكاليف هذه السياسة، وبأي معدل تفوقها مقارنةً بتبني البدائل الأخرى (على سبيل المثال، يمكن للشخص تصنيف السياسات البديلة من حيث معرفة النسبة بين التكلفة والفائدة). وبشكل عام، يحدد تحليل التكلفة والفائدة الخيارات التي تسهم في زيادة مستوى الرفاهية من منظور نفعي. فعلى افتراض أننا نقوم بإجراء تحليل دقيق للتكلفة والفائدة، فقد يسهم تغيير الوضع القائم من خلال تنفيذ بديل آخر يشتمل على نسبة التكلفة والفائدة الأقل في تحسين أمثلية باريتو. وينبغي أن يدرك المحلل الذي يستخدم تحليل التكلفة والفائدة أن الحصول على تقييم مثالي لكافة التكاليف والفوائد الحالية والمستقبلية أمر يصعب تحقيقه. فعلى الرغم من أنه يمكن لتحليل التكلفة والفائدة أن يطرح تقديرًا جيدًا للبديل الأفضل، إلا أنه في الوقت ذاته لا يمكن من خلاله ضمان الوصول إلى حد الكمال فيما يتعلق بالكفاءة الاقتصادية والرفاهية الاجتماعية.